# Rolf Schulmeister

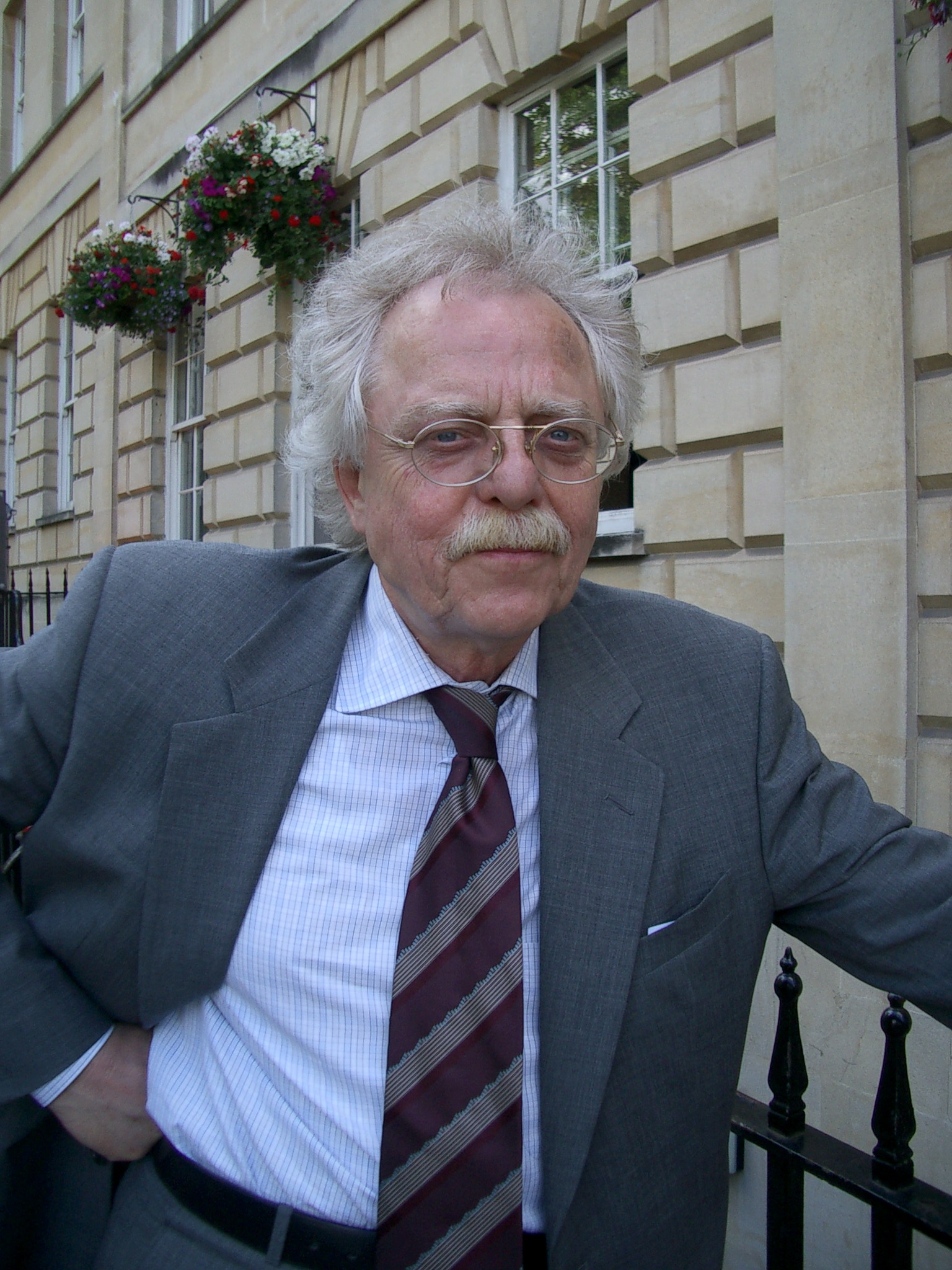
Rolf Schulmeister

Rolf Schulmeister (* 16. Mai 1943 in Hamburg) ist ein deutscher Pädagoge und Professor für Pädagogik an der Universität Hamburg.
Rolf Schulmeister studierte von 1963 bis 1969 Germanistik, Anglistik und Philosophie. Sein Studium schloss er 1969 mit einer Promotion zum Dr. phil. ab. Er engagierte sich führend in der Bundesassistentenkonferenz und gründete 1970 das Interdisziplinäre Zentrum für Hochschuldidaktik (IZHD), das heute als Zentrum für Hochschul- und Weiterbildung firmiert. Seit 1976 ist er als Professor an der Universität Hamburg tätig. Zunächst als Professor für Hochschuldidaktik mit dem Schwerpunkt Unterrichtstechnologie (Lehr- und Lernmethoden), anschließend mit dem Schwerpunkt Multimedia-Entwicklung und Multimedia-Didaktik.
Seit 1987 engagierte er sich auch für das von Siegmund Prillwitz gegründete Institut für Gebärdensprache und Kommunikation Gehörloser im Fachbereich Sprachwissenschaften, seitdem ist er Doppelmitglied in der Fakultät Sprache, Literatur und Medien. Seit 1990 steht er seinem Institut, dem damaligen IZHD und heutigen Zentrum für Hochschul- und Weiterbildung, als Geschäftsführender Direktor vor.
Seit 1993 beteiligt er sich am Studiengang Medienwissenschaft der Fakultät Sprache, Literatur und Medien und seit 2005 ist er für den Studiengang Master of Higher Education an der Universität Hamburg verantwortlich.
Schulmeister war von 2006 bis 2012 Mitherausgeber der Zeitschrift für E-Learning.
Er leitet das Projekt ZEITLast, in dem das Zeitmanagement von Studierenden in BA-/BSc und MA-/MSc-Studiengängen untersucht wird. 

## Schriften
- Grundlagen hypermedialer Lernsysteme : Theorie – Didaktik – Design. 4. überarbeitete und aktualisierte Auflage,  Oldenbourg, München/Wien 2007, ISBN 978-3-486-27395-3
- eLearning : Einsichten und Aussichten . Oldenbourg, München/Wien  2006, ISBN 978-3-486-58003-7
- Handbuch für Orientierungseinheiten : Grundlegung, didakt.-method. Planung u. Durchführung von Studieneinführungsveranstaltungen. unter der Mitarbeit von Ilse Goldschmidt, Beltz, Weinheim/Basel 1982, ISBN 3-407-54129-5